# Pietre di Mora

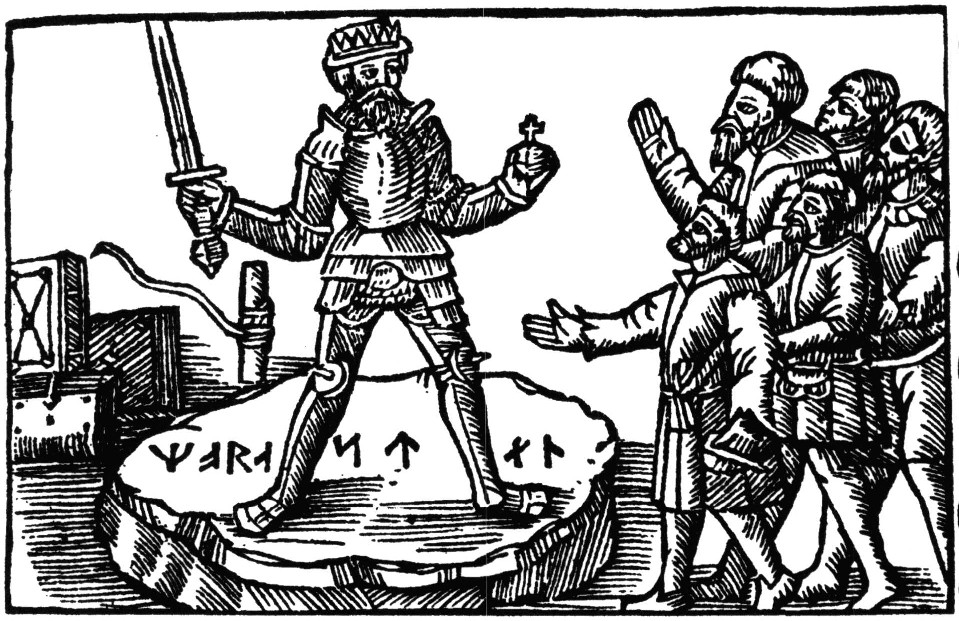
Xilografia rappresentante l'elezione di un re tratta dallaHistoria de gentibus septentrionalibus di Olao Magno

Le Pietre di Mora, o in svedese Mora stenar, erano una serie di pietre che componevano una pedana risalente all'età vichinga, sulla quale colui che era stato eletto re di Svezia o coloro che volevano diventarlo, salivano per essere acclamati dal popolo. Una funzione simbolica molto simile a quella svolta dalla Pietra di Scone proveniente dalla Scozia e posta sotto il trono del Re d'Inghilterra.

## Sito
Il monumento delle Pietre di Mora sorgeva in campo omonimo vicino al villaggio di Morby, lontano 1.5 km da Gamla Uppsala. La zona si trova attualmente nella provincia dello Uppland, nella vecchia regione dello Attundaland, e precisamente nel comune di Knivsta, proprio lì dove passava l'importante via vichinga "Långhundraleden" che portava ad Uppsala. Il luogo non dista molto dai confini tra Attundaland e Tiundaland e anche la regione del Fjädrundaland non era a quei tempi difficile da raggiungere per via mare.
Attraverso un'analisi con il magnetometro è stata scoperta una fila di pilastri lunga 145 metri, probabilmente resti di un antico ponte che si sviluppava parallelo alla strada vecchia che passa per Mora Äng (in svedese: il campo di Mora). 

## Elezione del re
Alle Pietre di Mora si teneva la "Mora ting" ovvero l'assemblea di Mora durante la quale veniva scelto e acclamato il nuovo re. Le prime fonti in merito risalgono al XIII secolo, tuttavia queste fonti presentano la cerimonia dell'elezione come un fatto talmente ovvio, che si può far risalire questa tradizione a un periodo molto più antico. 
Nel XIII secolo gli "uppsvear" (letteralmente: gli Svear dello Uppland) avevano il diritto di scegliersi autonomamente il proprio re. Nella Västgötalagen, uno dei più antichi testi giuridici svedesi, troviamo scritto: "Gli Svear hanno il potere di scegliersi il re, così come di deporlo". La legge immediatamente successiva (Upplandslagen del 1296) precisa che ad eleggerlo è un'assemblea delle tre maggiori regioni già citate. Mentre lo "Södermannalagen" precisa che l'elezione avviene alle Pietre di Mora. 
L'esito dell'elezione a Mora veniva riconfermato prima dal lagman dell'Uppland e poi dagli altri lagman del regno, che uno dopo l'altro accordavano il consenso al re durante l'Eriksgata, il tradizionale viaggio che il nuovo eletto era chiamato a compiere l'indomani della sua elezione.
Questa procedura di elezione che univa il giuramento alle Pietre di Mora e il successivo Eriksgata costituirono per lungo tempo una tradizione. Tuttavia quando fu eletto re Magnus IV di Svezia (1319), egli aveva solo tre anni e perciò non era in grado di compiere il viaggio per il regno. Pertanto tutti i lagman di Svezia furono chiamati a dare la loro conferma presenziando direttamente alla cerimonia a Mora. Con un editto del 1335 e una ordinanza regia del 1350, Magnus IV regolarizzò questa nuova modalità di elezione abolendo l'obbligo dell'Eriksgata. Da allora, tutti i lagman dovevano con il loro seguito, presentarsi il giorno prescritto all'ora prescritta alle pietre di Mora per l'elezione del nuovo re.
Dal 1362, inoltre, anche la provincia di Finlandia ottenne il diritto di mandare un suo rappresentante all'elezione del re.

## Altri ritrovamenti

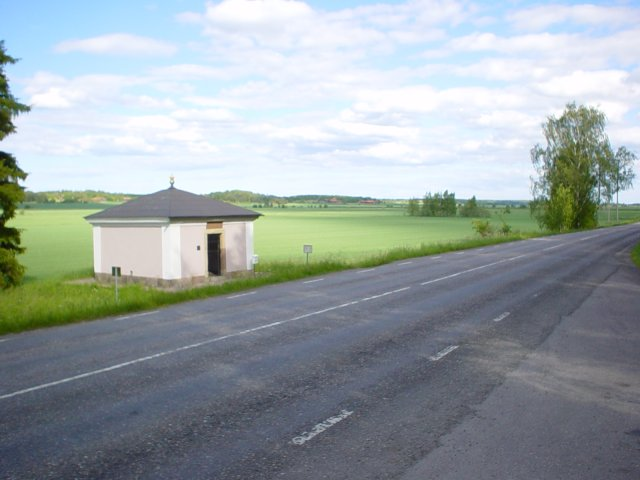
Vista del campo di Mora dalla strada principale

Presso il campo di Mora sono state trovate anche altre pietre recanti iscrizioni corredate da iscrizioni che ci informano sull'elezione di molti dei re medievali svedesi.
Dopo che un re era stato eletto, infatti, egli collocava una pietra più piccola recante un'incisione con il suo nome in ricordo della sua elezione.
Alcune di queste pietre sono tuttora rimaste e sono visibili nella piccola costruzione che si vede nell'immagine. Uno dei frammenti di queste pietre commemorative è conosciuto con il nome di "stenen Tre Kronor" (pietra delle tre corone) e costituisce una delle testimonianze più antiche dell'utilizzo dell'immagine delle tre corone, tuttora visibile sullo stemma reale svedese come simbolo nazionale.
Il Monumento delle Pietre di Mora rimase intatto fino al 1515, anno in cui fu distrutto, forse intenzionalmente. La leggenda narra che Sten Sture il Giovane rimosse le Pietre, spostandole in un luogo nascosto per evitare che il re danese si proclamasse anche re di Svezia secondo la tradizionale cerimonia. Gustavo Vasa e Giovanni III, si racconta, tentarono inutilmente di recuperare il monumento.
Altri ritengono che Gustavo Vasa abbia contribuito alla sparizione delle Pietre di Mora poiché tentava di trasformare la monarchia da elettiva a ereditaria.
La sorte toccata ai frammenti mancanti di Mora è tuttora sconosciuta. Nel 2010, l'archeologo Mats Larsson ha avanzato l'ipotesi secondo la quale alcuni frammenti ritrovati appena un kilometro a Sud-Est del campo di Mora siano pezzi del monumento originario. 

## Etimologia del nome
Il nome di Mora (così come quello di Mora, città della provincia di Dalarna) deriva da una parola dialettale che significa "bosco (paludoso) d'abeti". Il nome si riferisce ai campi conosciuti come "Mora" o "Mororna" a loro volta chiamati così in relazione alle are forestali che circondano il campo.
Un'altra interpretazione è che il nome "Mora" sempre nel significato di "palude" si riferisca alle antiche rive del mare che si è poi ritirato nell'arcipelago.

## Galleria d'immagini

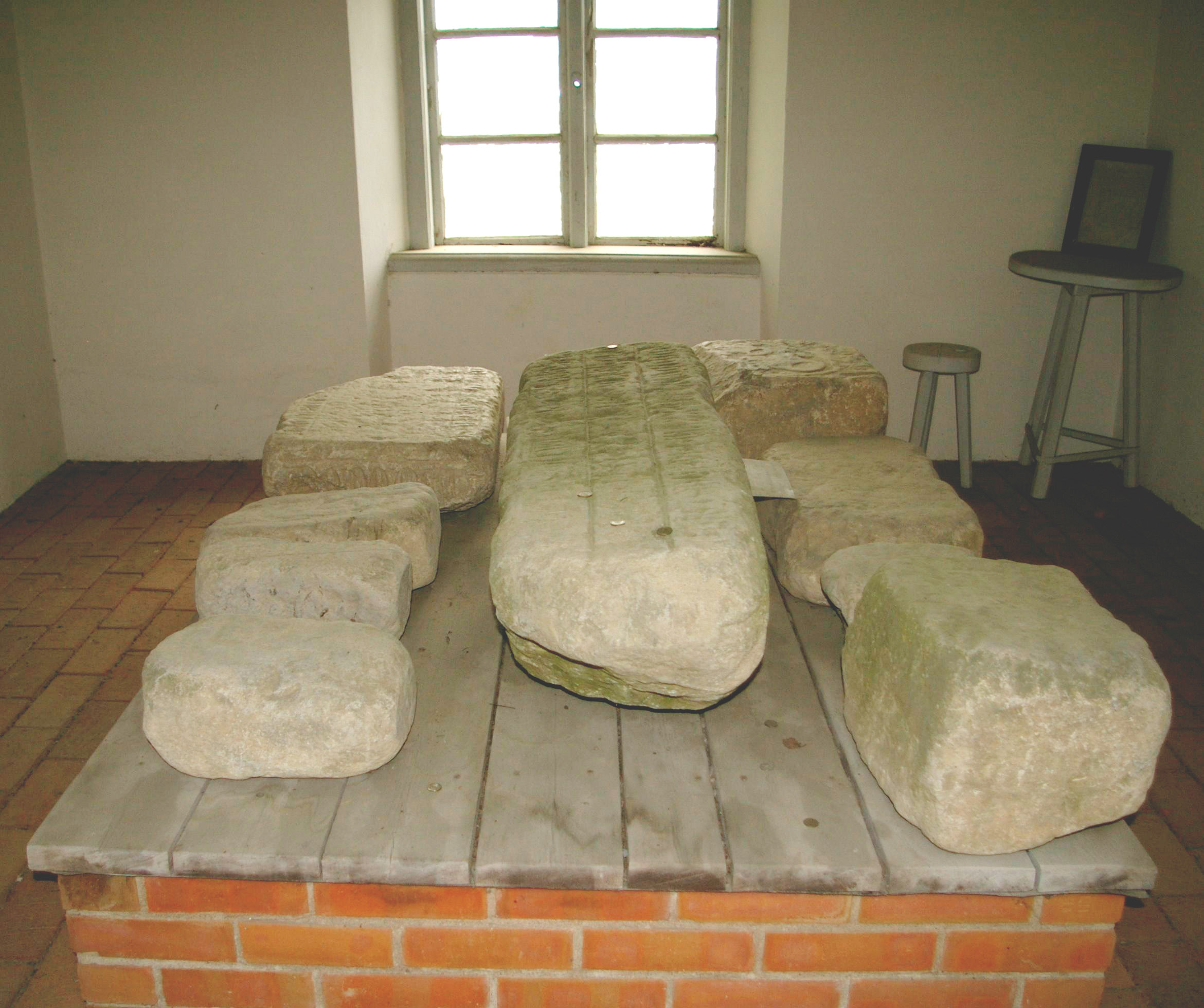
Frammenti delle Pietre di Mora
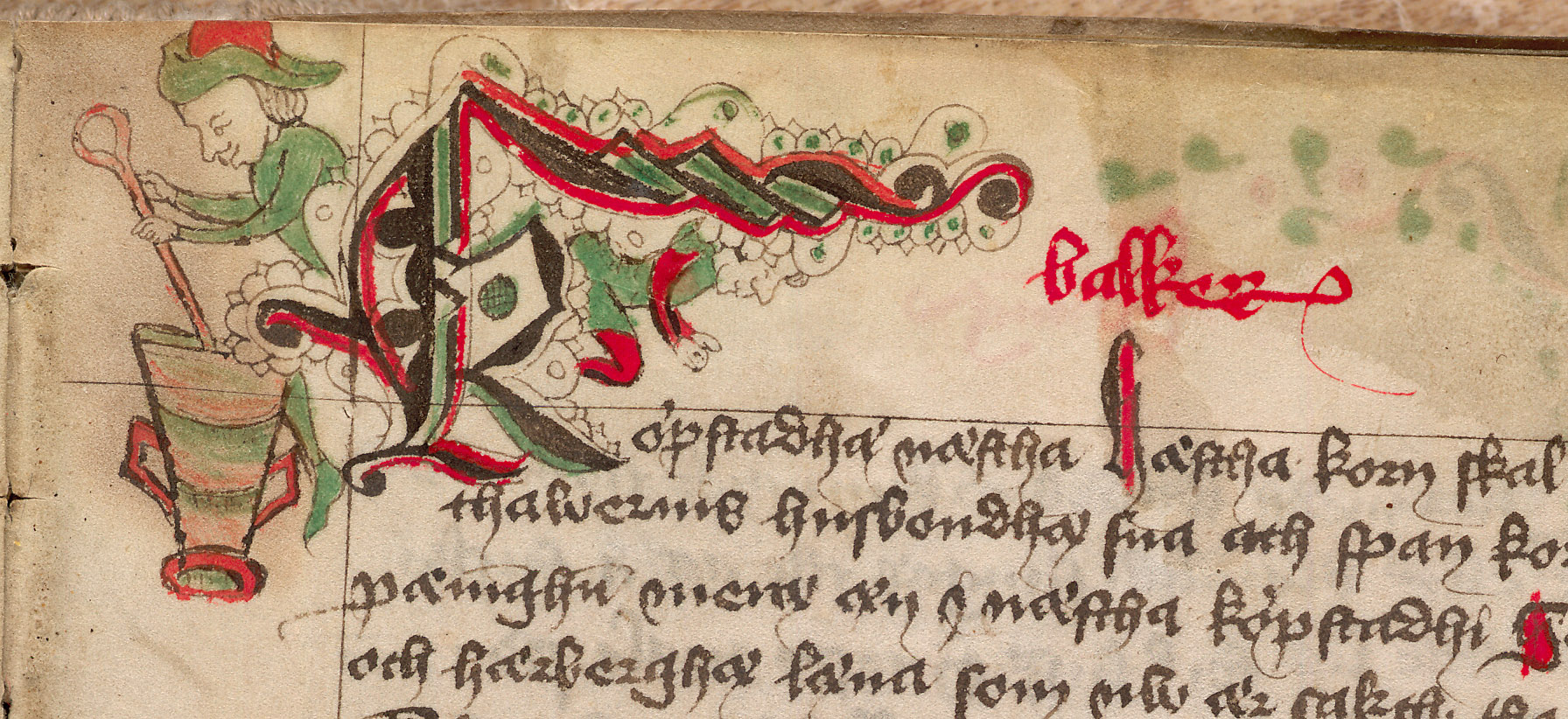
Particolare dell'originale della landslag (editto regio) di Magnus IV
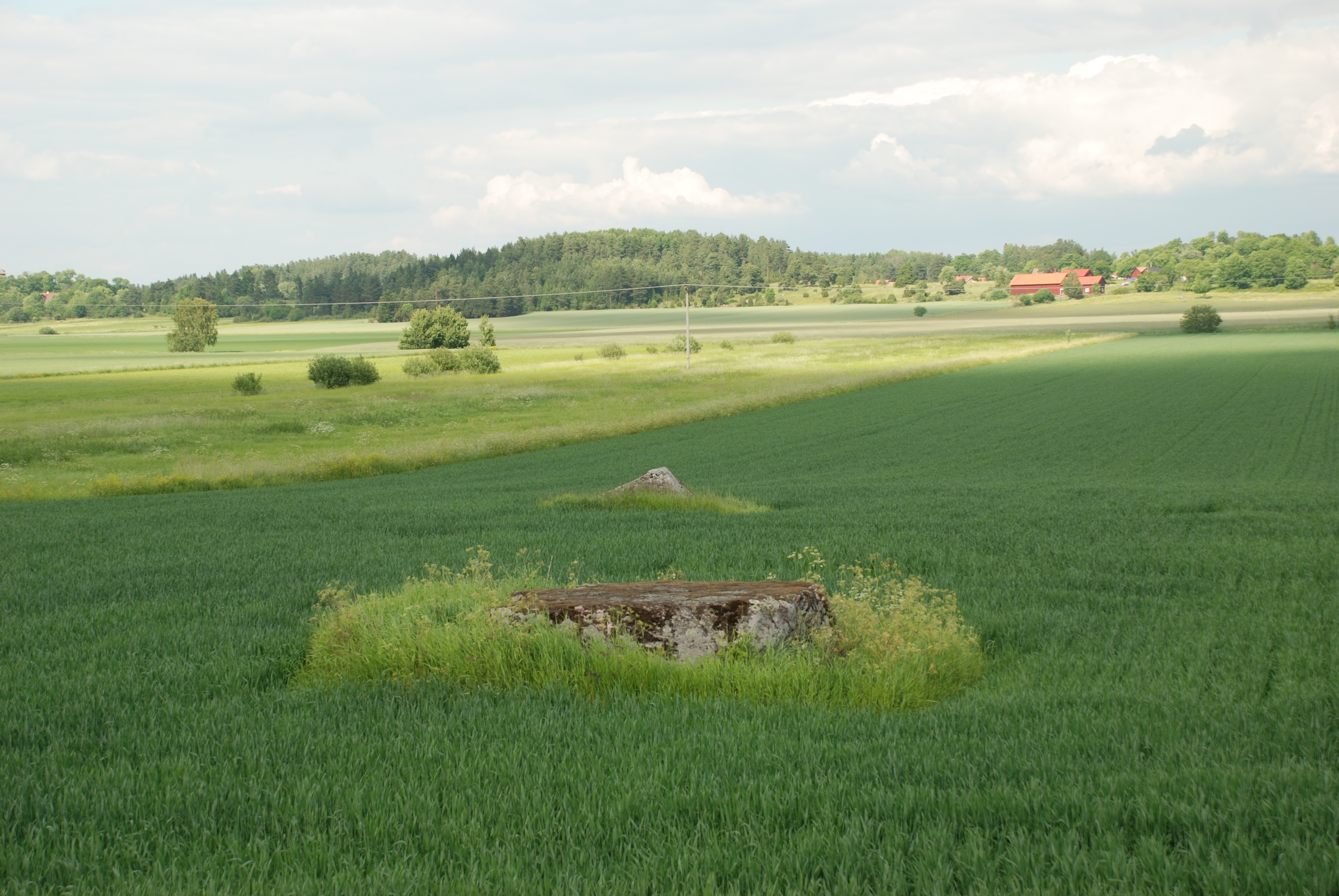
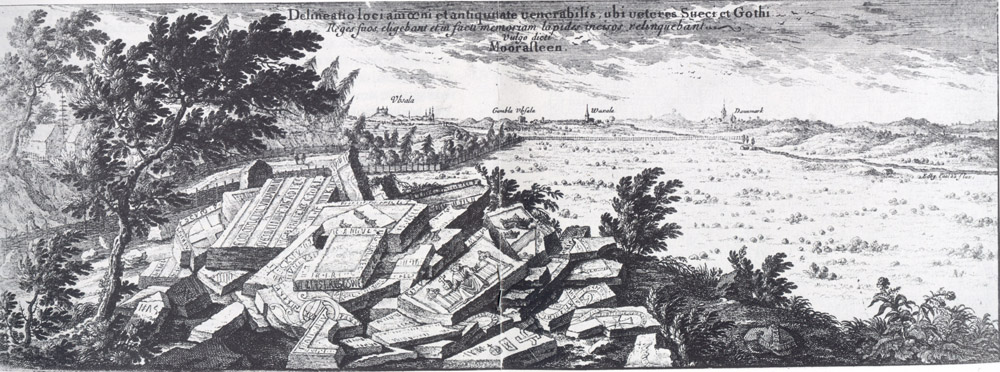
Incisione raffigurante le Pietre di Mora